# Hakea dohertyi
Hakea dohertyi (лат.) — деревянистое растение, кустарник, вид рода Хакея (Hakea) семейства Протейные (Proteaceae). Эндемик Большого Водораздельного хребта Нового Южного Уэльса (Австралия).

## Ботаническое описание

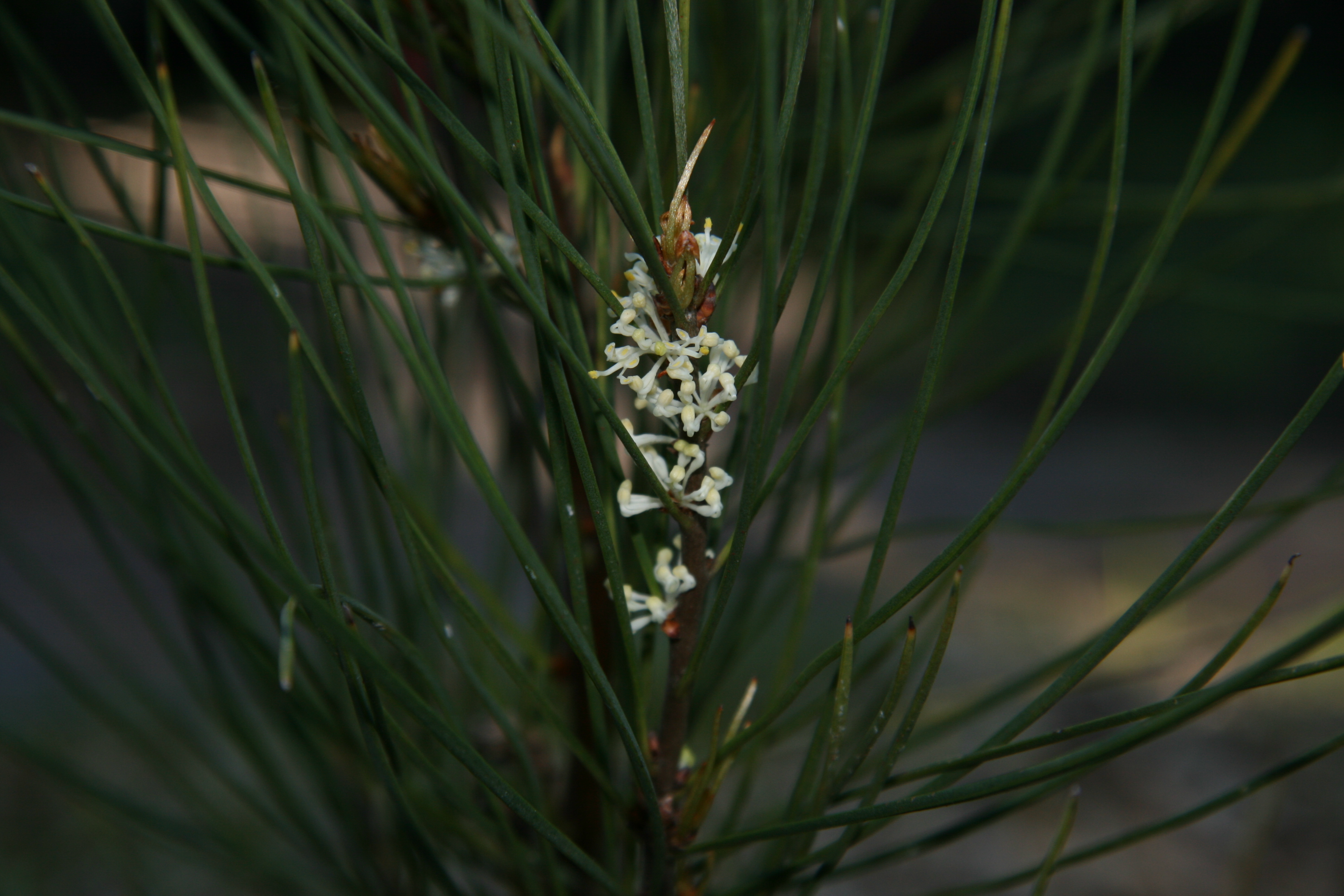
Цветок H. dohertyi.

Прямостоящий кустарник, растущий до 3—6 м в высоту. Более мелкие ветви покрыты густо спутанными шелковистыми волосками во время цветения. Листья прямые, гибкие и треугольные в поперечном сечении длиной от 20 до 40 см и шириной около 2 мм. Листья гладкие с тремя продольными жилками под углом к листовой пластинке с заострённым концом.
Одиночное соцветие состоит из 4—6 кремово-белых цветков, собранных в кисти и расположенных в пазухах листьев. Гладкая цветоножка кремово-белого цвета длиной 3,8—4 мм. Древесные плоды овальной формы имеют короткий стебель и растут под углом к стеблю. Плоды длиной от 2,3 до 2,8 см и шириной от 1,2 до 2 см, оканчивающиеся слабовыраженным закруглением.

## Распространение и биология
Встречается в ограниченном районе в пределах Национального парка Канангра-Бойд, большинство растений произрастают возле реки Коумунг. Общая площадь ареала Hakea dohertyi составляет 18 км². Растёт на песчаных или каменистых почвах над сланцем или кварцитом и встречается на грядах в открытых склерофитовых лесах с такими деревьями как Eucalyptus punctata, Eucalyptus sieberi, Eucalyptus blaxlandii, Allocasuarina torulosa и кустарниками Lomatia silaifolia, Stypandra glauca и Persoonia linearis.
Кустарник погибает от лесных пожаров и прорастает после пожаров из семян, хранящихся в семенном банке в лесном канопе. Большая часть семян высвобождается из деревянистых плодов после лесных пожаров, но некоторые плоды открываются и высвобождают семена в другое время. Поскольку растение начинает плодоносить только через пять лет, а лесные пожары могут происходить чаще, это может полностью уничтожить вид. В настоящее время этот вид классифицируется как находящийся под угрозой исчезновения. Его также повреждают дикие козы. Кроме этого, повышение уровня воды в озере Буррагоранг также может угрожать популяции.

## Таксономия
Вид был впервые официально описан Laurence Haegi в 1999 году и опубликован во Flora of Australia. Hakea dohertyi назван в честь эколога Майкла Доэрти (англ. Michael Doherty), который открыл вид.